# Iris (Q188)
| «Іріс»                                                                      | «Іріс»                                                                                                  | «Іріс»                                                                                                  |
| --------------------------------------------------------------------------- | --- | --- |
| Iris (Q188)                                                                 | | |
|                                                                             | | |
| Схематичне зображення французького підводного човна типу «Мінерв»           | | |
| Верф                                                                        | Ateliers et Chantiers Dubigeon , Нант                                                                   | Ateliers et Chantiers Dubigeon , Нант                                                                   |
| Під прапором                                                                | Франція                                                                                                 | Франція                                                                                                 |
| Належність                                                                  | Військово-морські сили Франції                                                                          | Військово-морські сили Франції                                                                          |
| Порт приписки                                                               | Тулон                                                                                                   | Тулон                                                                                                   |
| На честь                                                                    | Іриди                                                                                                   | Іриди                                                                                                   |
| Закладений                                                                  | 1 липня 1932                                                                                            | 1 липня 1932                                                                                            |
| Спуск на воду                                                               | 23 вересня 1934                                                                                         | 23 вересня 1934                                                                                         |
| Введений до складу флоту                                                    | 15 вересня 1936                                                                                         | 15 вересня 1936                                                                                         |
| Виведений зі складу флоту                                                   | 1 лютого 1950                                                                                           | 1 лютого 1950                                                                                           |
| На службі                                                                   | 1936–1942                                                                                               | 1936–1942                                                                                               |
| Загибель                                                                    | 27 листопада 1942 року інтернований у Картахені                                                         | 27 листопада 1942 року інтернований у Картахені                                                         |
| Сучасний статус                                                             | Повернувся до Франції 29 листопада 1945 року; списаний на брухт                                         | Повернувся до Франції 29 листопада 1945 року; списаний на брухт                                         |
| Бойовий досвід                                                              | Друга світова війна Битва на Середземному морі                                                          | Друга світова війна Битва на Середземному морі                                                          |
| Проєкт                                                                      | | |
| Класифікація ПЧ                                                             | малий дизель-електричний підводний човен 2-го класу                                                     | малий дизель-електричний підводний човен 2-го класу                                                     |
| Тип ПЧ                                                                      | підводний човен типу «Мінерв»                                                                           | підводний човен типу «Мінерв»                                                                           |
| Основні характеристики                                                      | | |
| Швидкість (надводна)                                                        | 14,2 вузла (26,3 км/год)                                                                                | 14,2 вузла (26,3 км/год)                                                                                |
| Швидкість (підводна)                                                        | 9 вузлів (17 км/год)                                                                                    | 9 вузлів (17 км/год)                                                                                    |
| Робоча глибина занурення                                                    | 80 м | 80 м |
| Дальність плавання                                                          | 2000 миль (3700 км) на швидкості 10 вузлів (надводна) 85 миль (157 км) на швидкості 5 вузлів (підводна) | 2000 миль (3700 км) на швидкості 10 вузлів (надводна) 85 миль (157 км) на швидкості 5 вузлів (підводна) |
| Автономність плавання                                                       | 14 діб                                                                                                  | 14 діб                                                                                                  |
| Екіпаж                                                                      | 42 офіцери та матроси                                                                                   | 42 офіцери та матроси                                                                                   |
| Розміри                                                                     | | |
| Довжина найбільша (по КВЛ)                                                  | 68,1 м                                                                                                  | 68,1 м                                                                                                  |
| Ширина корпусу найб.                                                        | 5,6 м                                                                                                   | 5,6 м                                                                                                   |
| Середня осадка (по КВЛ)                                                     | 4,0 м                                                                                                   | 4,0 м                                                                                                   |
| Водотоннажність надводна                                                    | 673 тонни                                                                                               | 673 тонни                                                                                               |
| Водотоннажність підводна                                                    | 870 тонн                                                                                                | 870 тонн                                                                                                |
| Силова установка                                                            | | |
| Дизель-електрична: 2 × дизельних двигуни Vickers-Normand 2 × електродвигуни | | |
| Гвинти                                                                      | 2 | 2 |
| Потужність                                                                  | 2 × 900 к.с. (дизелі) 2 × 615 к. с. (електродвигуни)                                                    | 2 × 900 к.с. (дизелі) 2 × 615 к. с. (електродвигуни)                                                    |
| Озброєння                                                                   | | |
| Артилерія                                                                   | 1 × 75-мм гармата modèle 1897                                                                           | 1 × 75-мм гармата modèle 1897                                                                           |
| Торпедно- мінне озброєння                                                   | 6 × 550-мм торпедних апаратів 12 торпед                                                                 | 6 × 550-мм торпедних апаратів 12 торпед                                                                 |
| ППО                                                                         | 2 × 13,2-мм великокаліберні кулемети M1929                                                              | 2 × 13,2-мм великокаліберні кулемети M1929                                                              |

«Іріс» (Q188) (фр. Iris (Q188) — військовий корабель, малий підводний човен типу «Мінерв» військово-морських сил Франції часів Другої світової війни.

## Історія створення
Підводний човен «Іріс» був закладений 1 липня 1932 року на верфі компанії Ateliers et Chantiers Dubigeon  у Нанті. 23 вересня 1934 року він був спущений на воду, а 15 вересня 1936 року увійшов до складу ВМС Франції.

## Історія служби
Коли 1 вересня 1939 року з вторгненням Німеччини в Польщу почалася Друга світова війна, «Іріс» базувався в Тулоні. 3 вересня 1939 року Франція вступила у війну на боці союзників. Після капітуляції Франції в червні 1940 року, «Іріс» служив у флоті Віші.
Коли 3 липня 1940 року відбулася атака британців на Мерс-ель-Кебір, під час якої ескадра британського флоту атакувала ескадру ВМС Франції, яка пришвартувалась на військово-морській базі в Мерс-ель-Кебір поблизу Орана на узбережжі Алжиру, «Іріс» був частиною групи «B» у Тулоні разом із підводними човнами «Ціре», «Вені», «Паллас», «Султан» та «Сірен». У відповідь на британську атаку група «B» отримала наказ сформувати лінію патрулювання від півдня від острова Ейр до узбережжя Алжиру між Тенесом і Деллісом з дистанцією 25 морських миль (46 км) між підводними човнами, й атакувати будь-які британські військові кораблі, які вони зустріли, в першу чергу британський лінійний крейсер «Худ» як їхній найвищий пріоритет, а потім переміститися в порт в Орані. В умовах повного радіомовчання група «B» вирушила о 05:00 4 липня 1940 року, але їхні накази було скасовано, і французькі підводні човни повернулися до Тулона 5 липня.
Оскільки напруженість у відносинах зі Сполученим Королівством все ще була дуже високою, «Ціре», «Вені», «Паллас» і «Іріс» патрулювали в Середземному морі на південь від Тулона. Оскільки британські сили в Середземному морі 10 липня повідомляли про те, що вони прямують до Гібралтару, усі підводні човни були відкликані до Тулона.
27 листопада 1942 року в ході затоплення французького флоту в Тулоні, французами були знищені 77 кораблів, у тому числі 3 лінійні кораблі, 1 гідроавіаносець «Командан Тест», 7 крейсерів, 15 есмінців, 13 міноносців, 6 шлюпів, 15 підводних човнів, 9 сторожових катерів, 19 допоміжних суден, 1 навчальний корабель, 28 буксирів і 4 кранів. П'яти підводним човнам вдалося вирватися в хаосі ситуації з бази, три досягли Північної Африки (два підводні човни дійшли до Алжиру: «Касаб'янка» і «Марсойн», один човен «Глорі» — Орану), човен «Іріс» дістався іспанської Барселони, де був інтернований; і останній — «Вені» — змушений був затопитися в гирлі гавані.